# Talant
Talant is een gemeente in Frankrijk (departement Côte-d'Or). Het ligt tegen het westen van Dijon aan en hoort tot de agglomeratie van Dijon. De gemeente telde 11.986 inwoners op 1 januari 2022.

## Geschiedenis
Talant werd in 1208 gesticht als een "nieuwe stad" door hertog Odo III van Bourgondië op een heuvel boven Dijon. In dat jaar werd ook begonnen met de bouw van de kerk Notre-Dame.

### Wijnbouw
In Talant werd een wijngaard van 26 ha aangeplant om wijn te produceren voor het hof van de hertogen van Bourgondië. In de 19e eeuw bereikte de wijnbouw haar hoogtepunt. 75% van de huishoudens was actief in deze sector en de gemeente telde 190 ha aan wijngaarden. De druifluis aan het einde van de 19e eeuw en de verstedelijking in de 20e eeuw maakten bijna een eind aan de wijntraditie. Vanaf de jaren 1990 wordt er terug op kleinere schaal wijn geproduceerd.
Wijn uit Talant mag het keurmerk AOC dragen.

## Bezienswaardigheden
Talant werd op een heuvel gebouwd, die hoger ligt dan Dijon. Boven op is er een mooi uitzicht op de omgeving en op het Lac Kir, dat onder Talant ligt. Op de heuvel staat de Notre-Dame uit 1208.
De Notre-Dame uit 1208 staat sinds 1908 onder Monumentenzorg en werd tussen 1973 en 1975 gerestaureerd. Het orgel werd eerst voor de kerk van Taizé gebouwd, maar werd in 1974 in de Notre-Dame van Talant geplaatst. Alle 46 ramen zijn sinds 1996 gebrandschilderd.
Het oudste deel van Talant, het dorp om de kerk ligt boven op de heuvel. Dat is nog te zien aan de huizen en een deel van de stadsmuur, die er nog staat. Later, in de tweede helft van de 20e eeuw, werd er in Talant meer gebouwd, zodat het nu tegen Dijon aan ligt. De andere kant van het oudste deel af, naar het westen, zijn flats gebouwd.

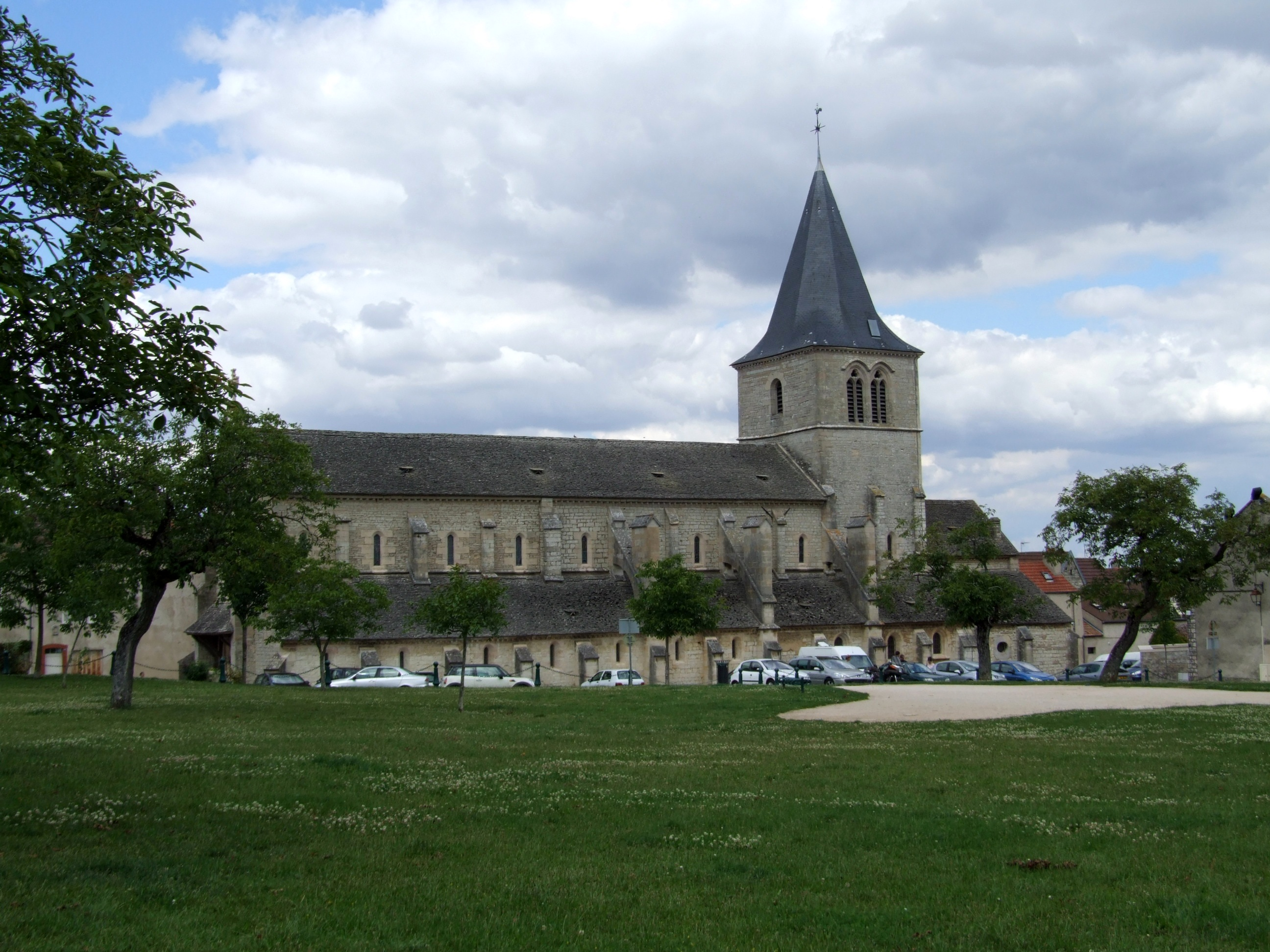
Notre-Dame de Talant

## Stedenbanden
- Gimbsheim
- Mascouche

## Geografie
De oppervlakte van Talant bedroeg op 1 januari 2022 4,9 vierkante kilometer; de bevolkingsdichtheid was toen 2.446,1 inwoners per km².
De bebouwde kom van Talant en Dijon liggen tegen elkaar aan. In het dal onderaan de heuvels waarop Talant ligt, liggen het Lac Kir en het Bourgondisch Kanaal op een paar meter evenwijdig aan elkaar.
De onderstaande kaart toont de ligging van Talant met de belangrijkste infrastructuur en aangrenzende gemeenten.

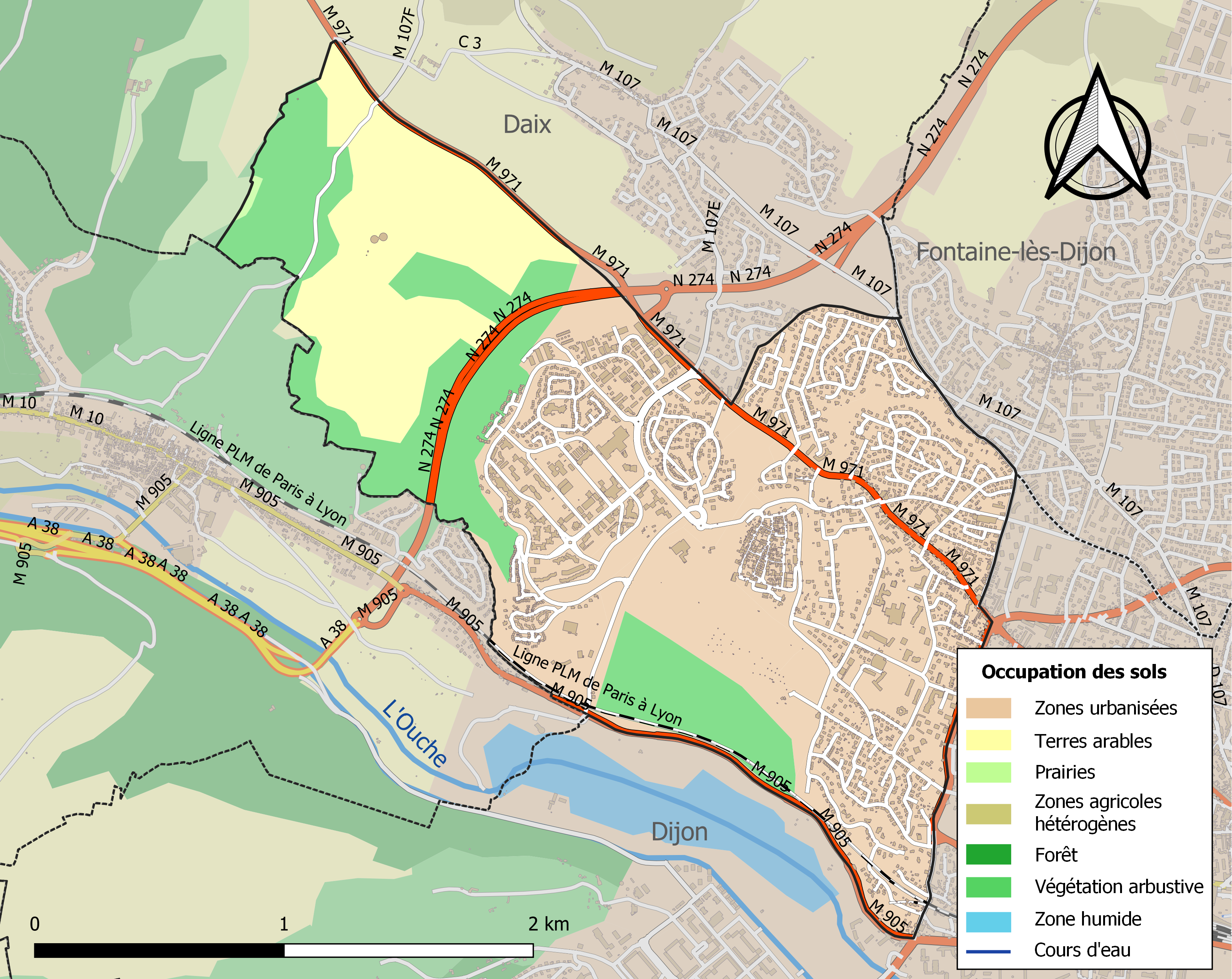

## Demografie
Onderstaande figuur toont het verloop van het inwonertal, bron: INSEE-tellingen. 